# Steve Miner
Stephen C. „Steve” Miner (n. 18 iunie 1951, Westport, Connecticut) este un regizor american și producător de film.

## Filmografie
- The Last House on the Left (1972) ca asistent de producție și editor asistent
- Case of the Full Moon Murders (1973) ca editor și regizor secund
- Video Vixens (1975) ca editor asistent
- Manny's Orphans (1978) ca scenarist, editor și producător
- Here Come the Tigers (1978) ca producător, regizor secund și editor
- Friday the 13th (1980) ca producător asociat și producător manager
- Friday the 13th Part 2 (1981) ca regizor și producător
- Friday the 13th Part III (1982) ca regizor
- Night of the Creeps (1986) ca egizor secund
- House (1986) ca regizor
- Soul Man (1986) ca regizor
- The Wonder Years (serial TV) (1988-1989, 6 episoade) ca regizor
- Warlock (1989) ca regizor și producător supervizor
- CBS Summer Playhouse (serial TV) (1989) ca regizor
- Elvis (TV miniseries) (1990 ca regizor
- Wild Hearts Can't Be Broken (1991) ca regizor
- Laurie Hill (serial TV) (1992) ca regizor
- Forever Young (1992) ca regizor
- Against the Grain (1993) ca regizor
- Sherwood's Travels (1994) ca regizor
- My Father the Hero (1994) ca regizor
- Chicago Hope (serial TV) (1994) ca regizor
- Raising Canes (serial TV) (1995) ca regizor
- Big Bully (1996) ca regizor
- Diagnosis: Murder (serial TV) (1996) ca regizor
- Relativity (serial TV) (1997) ca regizor
- The Practice (serial TV) (1997) ca regizor
- Dawson's Creek (serial TV) (1998) ca producător și regizor
- Halloween H20: 20 Years Later (1998) ca regizor
- Lake Placid (1999) ca regizor
- Wasteland (serial TV) (1999) ca regizor
- Felicity (serial TV) (2000) ca regizor
- The Third Degree (2001) ca regizor
- Kate Brasher (serial TV) (2001) ca regizor
- Texas Rangers (2001) ca regizor
- Home of the Brave (2002) ca regizor
- Smallville (serial TV) (2002) ca regizor
- Miss Match (serial TV) (2003) ca regizor
- Karen Sisco (serial TV) (2003) ca regizor
- Jake 2.0 (serial TV) (2004) ca regizor
- Summerland (serial TV) (2004) ca regizor
- North Shore (serial TV) (2004) ca regizor
- Wildfire (serial TV) (2005) ca regizor
- Scarlett (2006) ca regizor
- The Ex List (serial TV) (2008) ca regizor
- Day of the Dead (2008) ca regizor
- Psych (serial TV) (2008) ca regizor
- Major Movie Star (2008)
- Make It or Break It (serial TV) (2009) ca regizor
- Eureka (serial TV) (2009) ca regizor
- The Gates (serial TV) (2010) ca regizor
- Switched at Birth (serial TV) (2011) ca regizor

1. ↑   http://www.aveleyman.com/ActorCredit.aspx?ActorID=2548&Pref=D Lipsește sau este vid: |title= (ajutor)
2. ↑  Steve Miner, SNAC, accesat în 9 octombrie 2017
3. ↑   http://www.debate.org/reference/wild-hearts-cant-be-broken Lipsește sau este vid: |title= (ajutor)